# Tapping

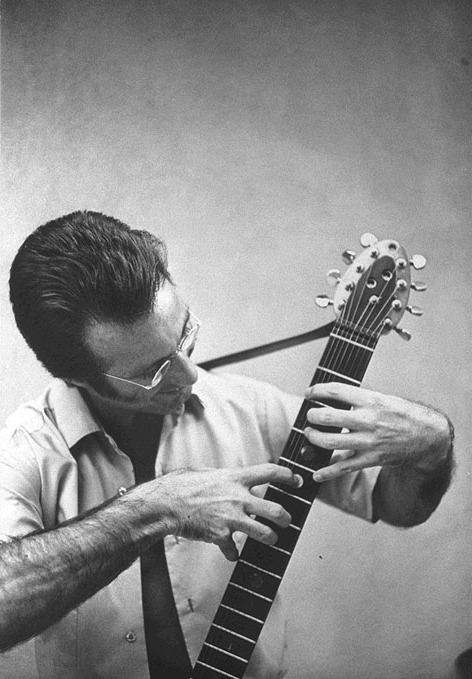
Emmett Chapman, používající tento styl hraní

Tapping je technika hraní na kytaru, při které se nepoužívá trsátko. Nejčastěji se jedná o kytarová sóla, v nichž je jedna část níže, ale některé tóny o několik pražců výše. Aby se tedy nemuselo rychle přeskakovat levou rukou, použije se na to pravá ruka, tak, že se s ní domáčkne požadovaný vyšší tón.

## Kytaristi hrající touto technikou
- Wes Borland
- Joe Becker
- Emmett Chapman
- Miloš Makovský
- Erik Mongrain
- Eddie Van Halen